# أولاد خلخال (أولاد خلوف)
أولاد خلخال هو دُوَّار يقع بجماعة أولاد خلوف، إقليم قلعة السراغنة، جهة مراكش آسفي في المملكة المغربية. ينتمي الدوّار لمشيخة أولاد خلوف التي تضم 10 دواوير. يقدر عدد سكانه بـ 754 نسمة حسب الإحصاء الرسمي للسكان والسكنى لسنة 2004.

## روابط خارجية
- البوابة الوطنية للجماعات الترابية
- المندوبية السامية للتخطيط